# Оливир, Андре
Андре Оливир — южноафриканский легкоатлет, который специализируется в беге на 800 метров. Бронзовый призёр чемпионата мира среди юниоров 2008 года. Бронзовый призёр Универсиады 2011 года в составе эстафеты 4×400 метров. Выступал на Олимпиаде 2012 года, но не смог выйти в финал.

## Сезон 2014 года
9 марта на чемпионате мира в помещении в Сопоте занял 4-е место. 21 мая стал победителем World Challenge Beijing с рекордом соревнований — 1.44,88.